# Vlag van IJsselham

Vlag van IJsselham (1978-2001)

De vlag van IJsselham werd op 28 december 1978 door de gemeenteraad vastgesteld als de gemeentelijke vlag van de Overijsselse gemeente IJsselham. 
Op 1 januari 2001 werd de gemeente opgeheven en ging deze op in een nieuwe gemeente Steenwijkerland, toen nog Steenwijk genaamd. Hierdoor kwam de gemeentevlag te vervallen. 

## Beschrijving
De beschrijving luidt als volgt: 
een vlag, waarvan de lengte zich verhoudt tot de hoogte als 3:2, wit van kleur, beladen met een rood lijnkruis in dier voege, dat de verticale as van het kruis is aangebracht op een derde van de lengte der vlag, gemeten vanaf de broekzijde. Over het rode kruis is een zwart kruis aangebracht op zodanige wijze, dat de drie kleurbanen van het kruis van gelijke breedte zijn, terwijl het geheel het drie zestiende deel beloopt van de hoogte der vlag. Op het snijpunt van het kruis is aangebracht het wapen der gemeente zonder kroon en met ronde voet, zijnde: schuin gevierendeeld I op zwarte grond een gele linkerhand; II op rode grond een lopende witte zwaan met gele snavel en poten; III wederom op ronde grond een wit geankerd schuinkruis en IV op zwarte grond een opgetuigd geel koggeschip.
Het kruis een zogenaamd Scandinavisch kruis. De hoogte van het wapen is niet gespecificeerd.

## Verwant symbool

Wapen van IJsselham

Ambt Delden 
· Avereest 
· Bathmen 
· Blokzijl 
· Brederwiede 
· Den Ham 
· Denekamp 
· Diepenheim 
· Diepenveen 
· Genemuiden 
· Goor 
· Gramsbergen 
· Hasselt 
· Heino 
· Holten 
· IJsselham 
· IJsselmuiden 
· Markelo 
· Nieuwleusen 
· Noordoostpolder 
· Olst 
· Ootmarsum 
· Rijssen 
· Stad Delden 
· Steenwijk 
· Steenwijkerwold 
· Urk 
· Vollenhove 
· Vriezenveen 
· Wanneperveen 
· Weerselo
· Wijhe 
· Zwartsluis 
· Zwollerkerspel